# Джон Едвардс Гілл
Джон Едвардс Гілл (англ. John Edwards Hill, 1928–1997) — британський теріолог, який за свою кар'єру описав 24 види та 26 підвидів.

## Біографія
Гілл народився 11 червня 1928 року в невеликому селі Коулменс-Гетч у Східному Сассексі, Англія. Він був єдиною дитиною Марджорі Едвардс та її чоловіка Альберта Гілла. Він навчався у гімназії Іст-Грінстед на стипендію. Під час Другої світової війни його батько працював садівником, а мати — домогосподаркою. Гілл закінчив гімназію після війни в 1946 році у вісімнадцять років.
Після закінчення школи Гілл приєднався до Метеорологічного управління Міністерства авіації на посаді помічника метеоролога. Потім він два роки служив у Королівських ВПС на посаді помічника метеоролога, протягом яких подорожував до Японії, Сінгапуру та Нікобарських островів. У 1948 році він почав працювати помічником експериментального співробітника у відділі зоології Британського музею природознавства. Він вийшов на пенсію з музею через 40 років, у 1988 році. З 1974 року до своєї смерті в 1997 році Гілл був членом редакційної колегії журналу Mammalia.
Гілл був добре шанованим за свою роботу з кажанами; австралійський теріолог Тім Фланнері називав його «експертом з кажанів». Він описав низку видів кажанів, зокрема Craseonycteris thonglongyai. Він також опублікував з суттєвими ревізіями про кількох родів кажанів, включаючи Hipposideros, Philetor, Laephotis, Scotoecus, Hesperoptenus, Mystacina, а також родину Rhinopomatidae.
Загалом Гілл описав 24 нові види ссавців та 26 підвидів. З них 13 були гризунами та 37 – кажанами.

## Вшанування
У 1985 році Американське товариство мамологів обрало Гілла почесним членом. На честь Гілла названо кілька видів ссавців, зокрема Rhinolophus hillorum, Taphozous hilli, Hipposideros edwardshilli, Sturnira koopmanhilli, Crocidura hilliana

## Вибрані публікації
- Hill, J. E.; Smith, J. D. (1984). Bats: A Natural History. University of Texas Press. ISBN 9780292707528.
- Corbet, G. B.; Hill, J. E. (1980). A world list of mammalian species. Comstock Pub. Associates. ISBN 9780801412608.
- Hill, J. E. (1990). A memoir and bibliography of Michael Rogers Oldfield Thomas, FRS. Bulletin of the British Museum (Natural History). 18.